# Antonov An-71
Antonov An-71 (NATO oznaka: Madcap) je bilo sovjetsko reaktivno letalo za zgodnje opozarjanje. Platforma za leteči radar je bil predelan tovorni An-72. Radar je nameščen na vrhu vertikalnega stabilizatorja. Prvi let je bil 12. julija 1985, zgradili so samo 3 prototipe in so kasneje, tudi zaradi težav z radarjem Vega-M Kvant, program preklicali.
Predlagali so tudi palubno verzijo An-75 za uporabo na letalonosilkah.

## Specifikacije (An-71)
Splošne karakteristike
- Posadka: 6
- Dolžina: 23,5 m (77 ft)
- Razpon kril: 31,89 m (104 ft 7 in)
- Višina: 9,20 m (30 ft 1 in)
- Pogon letala: 2 × Progress D-436K turbofan
- Motor: 1 x Ribinsk RD-38A turbreaktivni motor s 31,9 kN potiska

 Zmogljivost 
- Maks. hitrost: 650 km/h
- Potovalna hitrost: 530 km/h